# 羅科鐸
羅科鐸（1640年8月10日（崇德五年六月二十三）—1682年8月14日（康熙二十一年七月十二）），滿洲愛新覺羅氏。禮烈親王代善曾孫、克勤郡王岳託長孫、衍禧介郡王羅洛渾長子。
順治三年（1646年），羅科鐸在其父羅洛渾死後承襲衍禧郡王爵位。順治八年（1651年），改封號為平郡王。順治十五年（1658年），跟從信郡王多尼征戰雲南，屢次大破明將李定國、白文選。順治十六年（1651年），賞賜蟒衣、弓刀、鞍馬，表揚其功勞。康熙二十一年（1682年）逝世，謚號「比」。其子讷尔图承襲平郡王爵位。

## 家族
- 父：衍禧介郡王羅洛渾
- 母：嫡福晉佟佳氏[1]
- 妻妾：[1]
  - 嫡福晉科爾沁博爾濟吉特氏
  - 妾胡氏
  - 妾公吉勒特氏
- 子：[1]

1. 洛明，母嫡福晉科爾沁博爾濟吉特氏
2. 祜爾哈，母妾公吉勒特氏
3. 章福，母妾公吉勒特氏
4. 已革平郡王訥爾圖，母嫡福晉科爾沁博爾濟吉特氏
5. 額爾圖，母嫡福晉科爾沁博爾濟吉特氏
6. 平悼郡王訥爾福，母嫡福晉科爾沁博爾濟吉特氏